# Свазиленд на летних Олимпийских играх 1988
Свазиленд принимал участие в Летних Олимпийских играх 1988 года в Сеуле (Республика Корея) в третий раз за свою историю, но не завоевал ни одной медали.